# Monohelea coloisuvae
Monohelea coloisuvae är en tvåvingeart som beskrevs av Wirth och Giles 1990. Monohelea coloisuvae ingår i släktet Monohelea och familjen svidknott.
Artens utbredningsområde är Fiji. Inga underarter finns listade i Catalogue of Life.